# إيلكه ديكر
إيلكه ديكر (بالألمانية: Elke Decker)‏ هي منافسة ألعاب القوى ألمانية، ولدت في 23 فبراير 1957 في Mülheim ‏ في ألمانيا.

## وصلات خارجية
- إيلك ديكر على موقع الاتحاد الدولي لألعاب القوى (الإنجليزية)